# (523662) 2012 MU2
2012 أم يو 2 (ويعرف أيضًا باسم (523662) 2012 أم يو 2 وفق تسمية الكوكب الصغير) (بالإنجليزية: 2012 MU2)‏ هو كويكب ضمن حزام الكويكبات؛ وترتيبه 523662 من حيث الاكتشاف.
اكتُشف هذا الجُرم الفلكي بواسطة ماسح السماء كاتالينا في 18 يونيو 2012.

## وصلات خارجية
- (523662) 2012 MU2 في قاعدة بيانات مختبر الدفع النفاث لأجرام النظام الشمسي الصغيرة

- الاكتشاف · مخطط المدار ·  العناصر المدارية · المعلمات المادية

- (523662) 2012 MU2 على موقع ويكي سكاي: DSS2, SDSS, GALEX, IRAS, Hydrogen α, X-Ray, Astrophoto, Sky Map, Articles and images

قالب:الكواكب الصغيرة: 523001–524000